# Константин Танбурков
Константин В. Танбурков е български търговец и революционер, деец на Вътрешната македоно-одринска революционна организация.

## Биография
Константин Танбурков е роден в Крива паланка, тогава в Османската империя. Занимава се с търговия, а през февруари 1896 година става член на първия революционен комитет в Крива паланка. Същата година е арестуван и изтезаван, повторно е инквизиран при обезоръжителна акция през 1910 година след Младотурската революция.